# تشارلز ميلتون
تشارلز ميلتون (بالإنجليزية: Charles Melton)‏ هو ممثل وعارض أزياء أمريكي اشتهر بشخصية ريجي مانتل في المسلسل التلفزيوني ريفرديل.

## حياته
ولد في جونو ، ألاسكا نشأ وترعرع في مانهاتن بولاية كنساس هو من أصل كوري مع جذوره الأخرى الأوروبية، درس في جامعة ولاية كنساس ، حيث لعب في فريق كرة القدم لقد خرج بعد عامين لمتابعة مهنة التمثيل.

## روابط خارجية
- تشارلز ميلتون على موقع IMDb (الإنجليزية)
- تشارلز ميلتون على موقع روتن توميتوز (الإنجليزية)
- تشارلز ميلتون على موقع ألو سيني (الفرنسية)
- تشارلز ميلتون على موقع قاعدة بيانات الفيلم (الإنجليزية)